# Paweł Ge Tingzhu
Paweł Ge Tingzhu (chiń. 葛廷柱保祿) (ur. 1839 r. w Xiaotun, Hebei w Chinach, zm. 8 sierpnia 1900 r. tamże) – święty Kościoła katolickiego, męczennik.
Paweł Ge Tingzhu urodził się w 1839 r. w Xiaotun w prowincji Hebei. Był przywódcą katolików w swojej wsi.
Podczas powstania bokserów doszło w Chinach do prześladowania chrześcijan. 8 sierpnia 1900 r. Paweł Ge Tingzhu rozpoczął swoją codzienną pracę na polu, gdy do wsi przybyła grupa powstańców. Byli oni poinformowani, że Paweł Ge Tingzhu jest katolikiem. Kiedy go znaleźli, kazali mu wyrzec się wiary. On jednak odmówił. W związku z tym przywiązali go do drzewa. Następnie rozcięli mu brzuch i wycięli serce.
Dzień jego wspomnienia to 9 lipca (w grupie 120 męczenników chińskich).
Został beatyfikowany 17 kwietnia 1955 r. przez Piusa XII w grupie Leon Mangin i 55 Towarzyszy. Kanonizowany w grupie 120 męczenników chińskich 1 października 2000 r. przez Jana Pawła II.